# Rialto (Californie)
Pour les articles homonymes, voir Rialto.
Rialto est une municipalité du comté de San Bernardino en Californie, aux États-Unis.

## Géographie
La commune a 58 km2.

## Histoire
En 1842, le premier ranch d'européens est construit. En 1887, une gare est construite sur la commune, la ligne entre San Bernardino et Pasadena, la Santa Fe Railroad. La commune devient une 'station town'.
En 1911, la population était de 1 500 et 3 500 en l'an 1920. En 1956, elle est de 15 359, en 1964 de 23 290 et de 33 500 en 1978, et 91 873 en l'an 2000.
En 1999, une contamination de perchlorate dans l'approvisionnement en eau potable de la ville contenait 800 fois la limite recommandée.
Le taux de criminalité de Rialto est légèrement supérieur à la moyenne nationale entre 1999 à 2007. De 2008 à 2010, le taux de criminalité est inférieure à la moyenne nationale. En 2006, Rialto a dépêché 0,89 agents de police par 1 000 habitants, moins d'un troisième de la moyenne nationale.

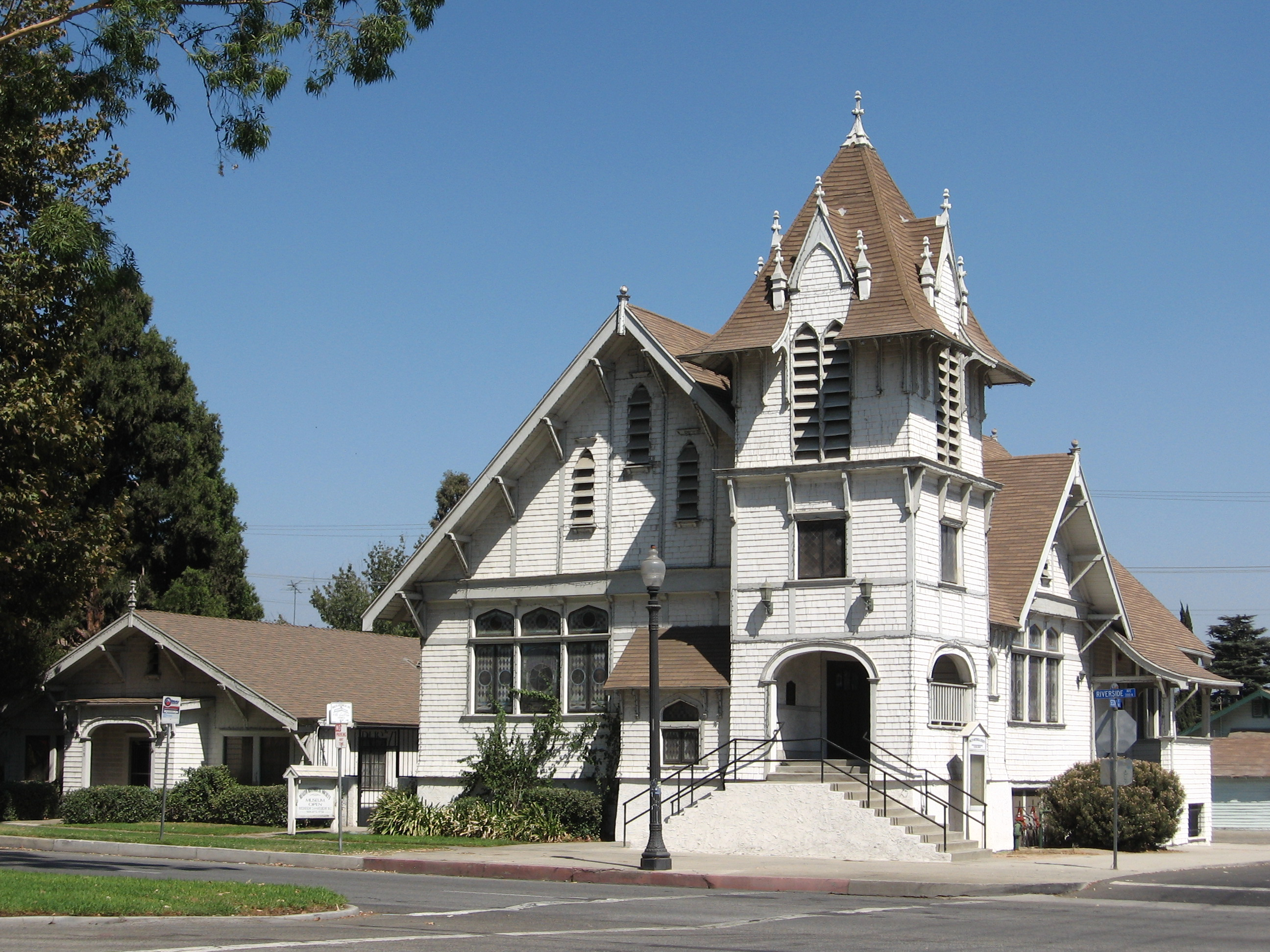
La première église chrétienne de 1907, aujourd'hui la Société historique du Rialto

## Démographie
| 2000   | 2010   | - | - | - | - |
| ------ | ------ | - | - | - | - |
| 92 361 | 99 171 | - | - | - | - |